# Wadi Shab

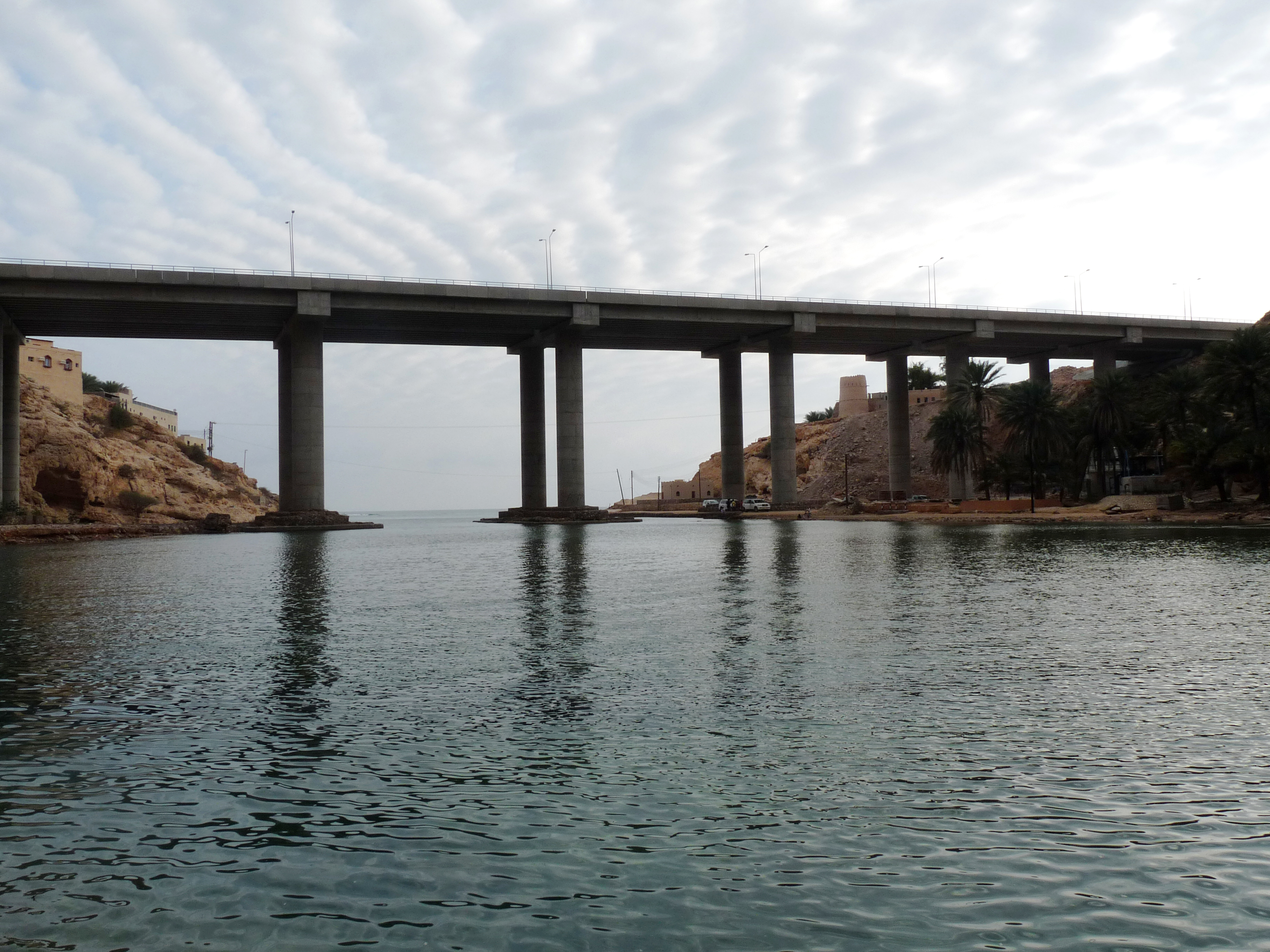
Route à quatre-voies enjambant l'embouchure du Wadi Shab

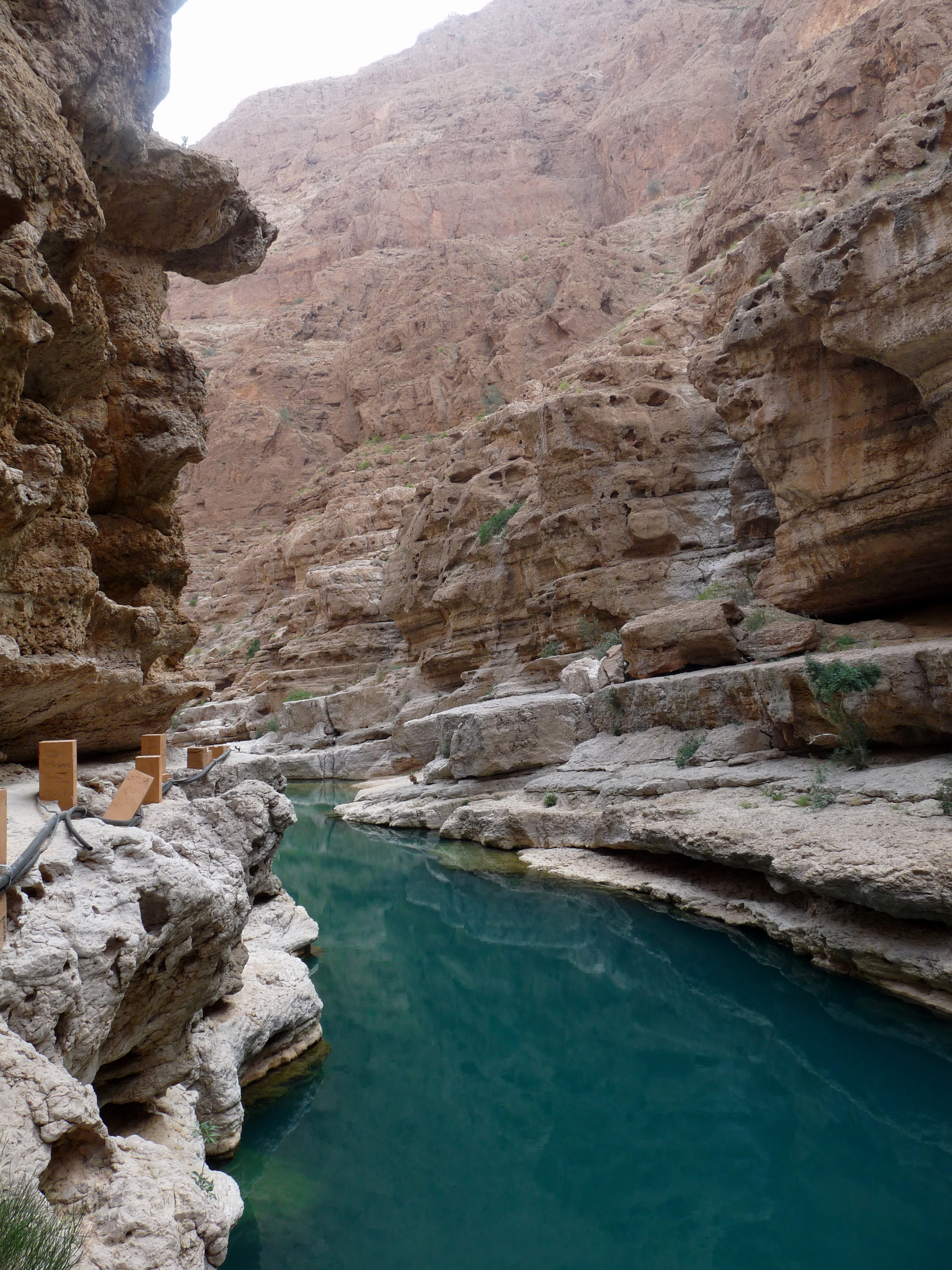
Traversée du canyon

Le wadi Shab est un wadi — un oued dans la terminologie locale — issu du Hajar oriental et débouchant dans le golfe d'Oman à la hauteur du village de Ash Shab, où on peut le franchir par la nouvelle route à quatre-voies reliant Qurayyat à Sour, ou à bord d'une barque.
Comme le wadi Tiwi qui lui est parallèle un peu plus au sud, il fait partie de la région Ash Sharqiyah.
Le site a fait l'objet de fouilles archéologiques entre 2001 et 2005.
C'est aussi une destination de randonnée très populaire.